# Sammy Bossut
Sammy Bossut (Tielt, 11 de agosto de 1985), é um futebolista belga que atua como goleiro. Atualmente, joga pelo Zulte Waregem.
Depois da contusão de Koen Casteels, o treinador da Seleção Belga de Futebol Marc Wilmots, convocou Sammy para assumir a função de terceiro goleiro do time no elenco para a disputa da Copa do Mundo FIFA de 2014. Bossut atuou em seu primeiro jogo com a equipe nacional contra Luxemburgo em 26 de maio de 2014, mas em 4 de junho a FIFA considerou a partida como não-oficial, pois o treinador Wilmots fez sete substituições, enquanto a instituição permite apenas 6 em amistosos internacionais.